# Borge (Østfold)
Borge es una parroquia y antiguo municipio del condado de Østfold, en Noruega.
La parroquia de Borge fue establecida como un municipio el 1 de enero de 1838. El distrito de Torsnes fue separado de Borge como municipio el 1 de enero de 1910. La población de Borge contaba con 6466 habitantes.
En 1951, un sector de la parroquia que tenía 53 habitantes se trasladó al municipio vecino de Fredrikstad. El 1 de enero de 1964 las propiedades Gansrød y Ulfeng que contaban con 30 habitantes siguieron el mismo camino, mientras que la mayor parte de Torsnes fue reunificada con Borge.
Después de la fusión, Borge tenía una población de 9219. El resto de Borge (junto con Kråkerøy y Rolvsøy Onsøy) se fusionó con la ciudad de Fredrikstad el 1 de enero de 1994. Antes de la fusión, Borge tenía una población de 11 959 habitantes.
Borge es nombrada en honor de una granja llamada Borge, que se ubicaba en el mismo lugar. La primera iglesia, consagrada a San Olaf, fue construida en dicha propiedad. El nombre de Borge es el plural de la palabra Borg, que en noruego significa "fortaleza en la colina".
La localidad es famosa porque en ella nació el explorador Roald Amundsen.